# 俞结
俞结，宋朝政治人物。
俞结曾于1096年接替黄佖任华亭县知县一职，1098年由贾泰接任。